# Joanna Hobot-Marcinek
Joanna Katarzyna Hobot-Marcinek (ur. 25 listopada 1969 w Krakowie) – polska literaturoznawca, dr hab. nauk humanistycznych, profesor uczelni Katedry Polonistycznej Edukacji Nauczycielskiej Wydziału Polonistyki Uniwersytetu Jagiellońskiego.

## Życiorys
25 listopada 1998 obroniła pracę doktorską Gra z cenzurą w poezji Nowej Fali (1968 - 1976), 20 marca 2013 uzyskała stopień doktora habilitowanego. Jest profesorem uczelni w Katedrze Polonistycznej Edukacji Nauczycielskiej na Wydziale Polonistyki Uniwersytetu Jagiellońskiego.